# Secret Combination
A Secret Combination a Baba Yaga zenekar harmadik lemeze, amely először 1999-ben, Oroszországban a Real Records kiadásában jelent meg. Másodjára 2002-ben, egy már sokkal jobban terjesztett, jobban ismert kiadása jött ki, amelyet a Magyarországi Fonó Records kiadásában lehetett kapni. A második, Magyarországi változatot 2002-ben vették fel a Budapesti Tom-Tom Stúdió-ban és a Moszkvai Szojuz Stúdióban.

## Az album dalai
1. Secret Combination
2. Day To Die
3. Edge
4. You Can't Always Get You What You Want
5. A Boy And A Girl
6. Rusalko
7. Wonderland
8. Anyway
9. Playing With My Mind
10. Back In The USSR
11. Lonely Man's Song